# Stanisław Sokołow
Stanisław Michajłowicz Sokołow (ros. Станисла́в Миха́йлович Соколо́в, ur. 18 maja 1947) – radziecki reżyser filmów animowanych oraz animator. 

## Wybrana filmografia

### Reżyseria
- 1980: Żołnierz i ogród
- 1981: Bezdomne duszki
- 2000: Spotkanie z Jezusem

### Animator
- 1966: Tu mieszkał Kozjawin

## Odznaczenia
- Zasłużony Działacz Sztuk Federacji Rosyjskiej (1995)[1]
- Order Przyjaźni (2019)[2]